# Arcis-le-Ponsart
Arcis-le-Ponsart är en kommun i departementet Marne i regionen Grand Est (tidigare regionen Champagne-Ardenne) i nordöstra Frankrike. Kommunen ligger i kantonen Fismes som tillhör arrondissementet Reims. År 2022 hade Arcis-le-Ponsart 287 invånare.

## Befolkningsutveckling
Antalet invånare i kommunen Arcis-le-Ponsart
| Referens: INSEE |